# Lucia di Lammermoor
Lucia di Lammermoor, é uma ópera em 3 atos de Gaetano Donizetti, com libreto de Salvatore Cammarano, baseada no romance "The Bride of Lammermoor" (A Noiva de Lammermoor), de Walter Scott. Juntamente com Don Pasquale e L'elisir d'amore, é uma das óperas mais representadas de Donizetti na atualidade. A sua estreia ocorreu no Teatro San Carlo em 26 de setembro de 1835.
O soprano Maria Callas foi responsável pela renovação do papel em 1952, na Cidade do México. A gravação de 1955 (Berlim com direção de Herbert von Karajan) é um importante registro dessa composição. Dame Joan Sutherland alcançou fama internacional após sua estreia como Lucia no Royal Opera House, Covent Garden em 1959. Esse papel tornou-se relativamente importante em seu repertório.

## Sinopse

### Ato I
Jardins do castelo da família Lammermoor. Normanno, capitão da guarda do castelo, acompanhado de outros serviçais, está procurando um intruso. Ele conta logo a Enrico Ashton de Lammermoor que suspeita que tal intruso é Edgardo de Ravenswood, de uma família inimiga, que vem ao castelo para encontrar-se com Lucia, sua irmã mais nova. Ao descobrir que Normanno estava certo, Enrico dispõe-se a acabar de uma vez com a relação entre ambos.
Diante de uma fonte, na entrada próxima ao castelo, está Lucia, esperando por Edgardo. Lucia explica a Alisa, sua serviçal, que viu o fantasma de uma menina assassinada nesse mesmo lugar por um ciumento ancestral da família Ravenswood - a mesma de Edgardo. Alisa vê nisso um mau pressentimento e alerta Lucia para que desista do romance. Edgardo aparece e explica que vai à França, em missão política, acreditando poder selar a paz com Enrico e casar-se com Lucia. E, diante das dúvidas da aceitação ou não por parte de Enrico, trocam alianças selando o compromisso.

### Ato II
Dentro dos aposentos de Lorde Enrico, acontecem os preparativos para o casamento arranjado de Lucia e Arturo Bucklaw. Enrico, preocupado com a reação de Lucia, forja uma carta supostamente escrita por Edgardo dizendo que ele já a esqueceu e está casado. Raimondo, o capelão, tenta convencer Lucia a esquecer Edgardo pelo bem de sua família.
Tem início a cerimônia nupcial. Arturo e Lucia, contrariada, assinam o contrato nupcial. Edgardo aparece de súbito e ameaça os presentes. Raimondo mostra a Edgardo o contrato nupcial e este, irritado, faz com que Lucia se desfaça dos anéis de compromisso. E é forçado a se retirar do castelo.

### Ato III
Enrico e Edgardo marcam um duelo. Dentro do castelo, Raimondo noticia que Lucia assassinou Arturo cravando-lhe um punhal durante a noite de núpcias. Fora de si, Lucia se imagina na noite de núpcias com Edgardo e roga-lhe perdão pela traição. Lucia chegara à loucura.
Amanhece, e atrás do cemitério dos Ravenswood, Enrico e Edgardo se encontram para o duelo. Surge uma procissão lamentando a morte de Lucia (não é explícita a causa - se Lucia foi condenada à execução, suicidou-se ou adoeceu). Dobram os sinos anunciando a morte e Edgardo, que não suporta a ideia de vê-la morta, suicida-se com uma punhalada no peito.

## Passagens musicais famosas
- Regnava nel silenzio - ária de Lucia, primeiro ato
- Verranno a te sull'aure - dueto de Lucia e Edgardo, primeiro ato
- Chi mi frena in tal momento - sexteto, segundo ato
- Il dolce suono" - cena da "loucura", terceiro ato
- Tu che a Dio spiegasti l'ali - ária final de Edgardo, terceiro ato
- "Sofriva nel pianto" - ária de Lucia no segundo ato

## Gravações selecionadas

### Lucia di Lammermoor (em Italiano)
| Ano  | Intérpretes (Lucia, Edgardo, Enrico, Raimondo)                          | Maestro, Teatro e Orquestra                                                                        | Gravação                                                    |
| ---- | ----------------------------------------------------------------------- | -------------------------------------------------------------------------------------------------- | ----------------------------------------------------------- |
| 1939 | Lina Pagliughi, Giovanni Malipiero, Giuseppe Manacchini, Luciano Neroni | Ugo Tansini, Orquestra e Coro da Rádio Italiana                                                    | CD: Naxos Cat: 8.110150                                     |
| 1952 | Maria Callas, Giuseppe di Stefano, Piero Campolonghi, Roberto Silva     | Guido Picco, Palacio de Bellas Artes, Cidade do México Orquestra e Coro do Palacio de Bellas Artes | CD: Melodram Cat: 1078712 (gravado ao vivo)                 |
| 1953 | Maria Callas, Giuseppe di Stefano, Tito Gobbi, Raffaele Arié            | Tullio Serafin, Orquestra e Coro do Maggio Musicale Fiorentino                                     | Audio CD: EMI                                               |
| 1954 | Maria Callas, Giuseppe di Stefano, Rolando Panerai, Giuseppe Modesti    | Herbert von Karajan, Orquestra e Coro do Teatro alla Scala                                         | Audio CD: MELODRAM Cat: 26040(gravado ao vivo)              |
| 1955 | Maria Callas, Giuseppe di Stefano, Rolando Panerai, Nicola Zaccaria     | Herbert von Karajan, Orquestra Sinfónica Rias, Coro do Teatro alla Scala                           | CD: Melodram Cat: 26004 (gravado ao vivo)                   |
| 1957 | Roberta Peters, Jan Peerce, Philip Maero, Giorgio Tozzi                 | Erich Leinsdorf, Orquestra e Coro do Teatro dell'Opera di Roma                                     | CD: RCA Victor (gravado em stereo ao vivo) ASIN: B000003G44 |
| 1959 | Maria Callas, Ferruccio Tagliavini, Piero Cappuccilli, Bernard Ladysz   | Tullio Serafin, Orquestra e Coro do Teatro alla Scala                                              | CD: EMI                                                     |
| 1959 | Joan Sutherland, Jao Gibin, John Shaw, Joseph Rouleau                   | Tullio Serafin, Royal Opera House, Covent Garden, Orquestra e Coro do Royal Opera House            | CD: Golden Melodram (gravado ao vivo)                       |
| 1961 | Joan Sutherland, Renato Cioni, Robert Merrill, Cesare Siepi             | John Pritchard, Coro e Orquestra da Accademia di Santa Cecilia                                     | CD: Decca                                                   |
| 1965 | Anna Moffo, Carlo Bergonzi, Mario Sereni, Ezio Flagello                 | Georges Prêtre, Orquestra e Coro da RCA Italiana                                                   | CD: RCA                                                     |
| 1970 | Beverly Sills, Carlo Bergonzi, Piero Cappuccilli, Justino Diaz          | Thomas Schippers,                                                                                  | CD: Westminster                                             |
| 1971 | Joan Sutherland, Luciano Pavarotti, Sherrill Milnes, Nicolai Ghiaurov   | Richard Bonynge, Royal Opera House, Covent Garden, Orquestra e Coro da Royal Opera House           | CD: Decca Cat: 4101932                                      |
| 1976 | Montserrat Caballé, José Carreras, Vicente Sardinero, Samuel Ramey      | Jesús López-Cobos,                                                                                 | CD: Philips                                                 |
| 1982 | Joan Sutherland, Alfredo Kraus, Pablo Elvira, Paul Plishka              | Richard Bonynge,                                                                                   | DVD: Deutsche Grammophon                                    |
| 1983 | June Anderson, Alfredo Kraus, Lorenzo Saccomani, Agostino Ferrin        | Gianluigi Gelmetti, Orquestra e Coro do Teatro Comunale di Firenze                                 | CD: LS Cat:1117                                             |
| 1988 | Joan Sutherland, Richard Greager, Malcolm Donnelly, Clifford Grant      | Richard Bonynge, Opera Australia, Orquestra Elizabethan Sydney e Coro da Australian Opera          | DVD: Image Entertainment Cat: 5789RA                        |
| 1990 | Cheryl Studer, Placido Domingo, Juan Pons, Samuel Ramey                 | Ion Marin, London Symphony Orchestra Coro da Ambrosian Opera                                       | CD: Deutsche Grammophon Cat: 435309                         |
| 1998 | Andrea Rost, Bruce Ford, Anthony Michaels-Moore, Alastair Miles         | Charles Mackerras, The Hanover Band, London Voices                                                 | CD: Sony Classical Cat: 63174                               |

### Lucie de Lammermoor (em Francês)
| Ano  | Intérpretes (Lucia, Edgardo, Enrico, Raimondo)                   | Maestro, Teatro e Orquestra                     | Gravação                                  |
| ---- | ---------------------------------------------------------------- | ----------------------------------------------- | ----------------------------------------- |
| 2002 | Natalie Dessay, Roberto Alagna, Cornell MacNeil ??               | Evelino Pidò,                                   | DVD: Deutsche Grammophon ASIN: B000FTJEBM |
| 2002 | Patrizia Ciofi, Roberto Alagna, Ludovic Tezier Nicolas Cavallier | Evelino Pidò, Orquestra e Coro da Opéra de Lyon | DVD Video: TDK                            |

Nota: "Cat:" refere-se ao número de catálogo da editora; "ASIN" é a referência da amazon.com.